# カバ (小惑星)
カバ (505 Cava) は、小惑星帯に位置する小惑星である。
ロイヤル・ハーウッド・フロストがアレキパで発見し、インカ神話の登場人物の1人にちなんで名づけられた。